# موسیقی بندری
بندری یکی از سبکهای موسیقی ایران است. بندری موزیکی شاد و ریتم‌دار است. این موسیقی با استفاده از سازهای کوبه‌ای تومبا، تمپو و نی انبان که یک ساز بادی است نواخته می‌شود.

## سازهای بندری

### در هرمزگان

#### کوبه‌ایی‌ها
- دهل (صدای بم) پی په (صدای میانه) کسر (صدای زیر)[۵]
- لیوا (سازی اصالتاً آفریقایی) که در مراسم مذهبی خاصی استفاده می‌شود[۶][۷] و ساخته شده از تنه درخت مخصوص، مراسم زار
- تخته دو تیکه چوب که معمولاً زنها در کنار دهل و کسر روی هم میزند.

- conga و bongo و داربوکا و سما (با تشدید روی میم) شبیه دایره که عرب‌ها هم استفاده می‌کنند.
- جهله یا همان کوزه با سه نوع صدا (جمالی با صدایی بم) (جهله با صدایی میانه) و (گلوک صدایی‌ زیر)

#### زهی‌ها
- عود ، چنگ (قیچک با کوکی خاص که نزدیک به موسیقی بلوچی است)[۸][۹][۱۰]
- kora سازی اصالتاً آفریقایی

#### بادی‌ها
- جفتی (سازی شبیه نی انبان اما بدون انبان)
- سورنا

### در خوزستان
- نی انبان
- سنج
- دمام
- دهل: با کمی تفاوت
- عود
- داربوکا
- نی عربی
- کاسوره
- دف عربی
- دف
- تومبا
- بانگ و بینگو

### در بوشهر
- ساز لیوا بوشهری
- نی انبان
- عود
- سنج
- دهل و دمامو
- کاسوره
- نی جفتی
- بوق